# Michael Stuhlbarg
Michael S. Stuhlbarg (Long Beach, 5 juli 1968) is een Amerikaanse acteur. Hij werd in 2010 genomineerd voor een Golden Globe voor zijn hoofdrol in de tragikomedie A Serious Man. Hiervoor won hij daadwerkelijk een Independent Spirit Award (gedeeld met de rest van de cast) en een Satellite Award. Ook won Stuhlbarg zowel in 2011 als 2012 een Screen Actors Guild Award samen met de gehele cast van de historische misdaad-dramaserie Boardwalk Empire.

## Biografie
Stuhlbarg werd reformjoods opgevoed. Hij volgde acteerlessen aan verscheidene scholen en universiteiten, waaronder de Universiteit van Londen. Na zijn opleiding belandde hij in het theater. Na tien jaar op het toneel maakte Stuhlbarg eind 20ste eeuw geleidelijk de overstap naar televisie en film.

## Filmografie
*Exclusief televisiefilms
- Bones and All (2022)
- Doctor Strange in the Multiverse of Madness (2022)
- Beckett (2021)
- Shirley (2020)
- The Post (2017)
- The Shape of Water (2017)
- Call Me by Your Name (2017)
- Miss Sloane (2016)
- Doctor Strange (2016)
- Arrival (2016)
- Miles Ahead (2015)
- Trumbo (2015)
- Steve Jobs (2015)
- Pawn Sacrifice (2014)
- Cut Bank (2014)
- Blue Jasmine (2013)
- Hitchcock (2012)
- Lincoln (2012)
- Seven Psychopaths (2012)
- Men in Black III (2012)
- Hugo (2011)
- A Serious Man (2009)
- Cold Souls (2009)
- Body of Lies (2008)
- Afterschool (2008)
- The Grey Zone (2001)
- Macbeth in Manhattan (1999)
- A Price Above Rubies (1998)

## Televisieseries
*Exclusief eenmalige gastrollen
- Dopesick - Richard Sackler (2021, 8 afleveringen)
- Your Honor - Jimmy Baxter (2020-2023, 20 afleveringen)
- The Looming Tower - Richard Clarke (2018, 10 afleveringen)
- Fargo - Sy Feltz (2017, 8 afleveringen)
- Transparent - Chaim (2015-2016, 2 afleveringen)
- Boardwalk Empire - Arnold Rothstein (2010-2013, 33 afleveringen)
- Studio 60 on the Sunset Strip - Jerry (2006-2007, 2 afleveringen)

- Biblioteca Nacional de España: XX4989133
- Bibliothèque nationale de France: cb16959023d (data)
- Gemeinsame Normdatei: 142731129
- International Standard Name Identifier: 0000 0001 0670 041X
- Library of Congress Control Number: no2007147758
- Nationale Bibliotheek van Tsjechië: xx0193809
- Nationale Bibliotheek van Israël: 987007457667105171
- Nederlandse Thesaurus van Auteursnamen: 327572191
- Système universitaire de documentation: 145181782
- Virtual International Authority File: 146063032
- WorldCat: E39PBJtrVMbHVcmJxT6CHvMgKd